# Lyperia antirrhinoides
Lyperia antirrhinoides är en flenörtsväxtart som först beskrevs av Carl von Linné d.y., och fick sitt nu gällande namn av O.M. Hilliard. Lyperia antirrhinoides ingår i släktet Lyperia och familjen flenörtsväxter. Inga underarter finns listade i Catalogue of Life.